# Arik-den-ili
Arik-den-ili, Arik-din-ili - król Asyrii w latach 1317-1306 p.n.e., syn i następca Enlil-narari, ojciec i poprzednik Adad-nirari I. Wiadomo, iż prowadził prace budowlane przy świąątyni boga Szamasza w Aszur.

## Imię
Akadyjskie imię tego władcy, brzmiące Arik-dēn-ili lub też Arik-dīn-ili, znaczy „Długotrwały jest osąd boga”. W transliteracji z pisma klinowego zapisywane jest ono zazwyczaj w formie (m)GÍD-DI-DINGIR (w inskrypcjach samego Arik-den-ili, w inskrypcjach jego syna Adad-nirari I i w kopiach Asyryjskiej listy królów), rzadziej ma-ri-ik-de-en-DINGIR (w inskrypcji Arik-den-ili) czy GÍD-de-en-DINGIR (w inskrypcji jego syna Adad-nirari I).

## Tytulatura
Jedyne dwie dobrze zachowane inskrypcje Arik-den-ili nazywają tego władcę odpowiednio „potężnym królem, królem Asyrii” (LUGAL dan-nu LUGAL KUR da-šur) oraz „prawowitym księciem, potężnym królem, królem Asyrii” (NUN ki-nu LUGAL dan-nu LUGAL KUR aš-šur).

## Pochodzenie i rodzina
W swoich własnych inskrypcjach Arik-den-ili przedstawia siebie jako syna Enlil-narari i wnuka Aszur-uballita I, co potwierdzają informacje znajdujące się w Asyryjskiej liście królów. Jego następca, Adad-nirari I, w swych własnych inskrypcjach wielokrotnie nazywa siebie „synem Arik-den-ili” (DUMU GÍD-DI-DINGIR; A GÍD-DI-DINGIR). Kopia A (tzw. Nassouhi List) Asyryjskiej listy królów również przedstawia Adad-nirari I jako syna Arik-den-ili, podczas gdy kopia B (tzw. Khorsabad List) i kopia C (tzw. SDAS List) błędnie czynią Adad-nirari I bratem Arik-den-ili.

## Panowanie
Według Asyryjskiej listy królów Arik-den-ili przejął tron po swym ojcu Enlil-narari, a następnie panował przez 12 lat. Uczeni datują jego rządy na lata 1317-1306 p.n.e.. Dwie dobrze zachowane inskrypcje tego władcy, jedna wyryta na kamiennej tabliczce, a druga na kamiennym cylindrze, przedstawiają go jako budownicznego świątyni boga Szamasza w Aszur. Arik-den-ili musiał mieć też w Aszur swój pałac, gdyż w mieście tym znaleziono cegłę z następującą krótką inskrypcją: „(Własnośść) pałacu Arik-den-ili, króla Asyrii, syna Enlil-narari, króla Asyrii, (który był) synem Aszur-uballita, króla Asyrii”. Znany jest również fragmentarycznie zachowany tekst zapisany na złamanej glinianej tabliczce, który - w formie kroniki - wydaje się opisywać wyprawy wojenne tego króla.